# Bojište
Bojište (szerbül: Бојиште, régi neve: Tuk Bobija, vagy Tukbobija) szerb falu Bosznia-Hercegovinában, a Bosznia-hercegovinai Föderáció Una-Szanai kantonjában, Sanski Most községben.

## Fekvése
Bosznia-Hercegovina északnyugati részén, Bihácstól légvonalban 49, közúton 66 km-re keletre, Sanski Most központjától légvonalban 16, közúton 31 km-re délnyugatra, a Grmeč-hegység alatt, a Palanački polje karsztmező szélén fekszik. 

## Népessége
| Nemzetiségi csoport | Népesség 1991 | Népesség 2013 |
| ------------------- | ------------- | ------------- |
| Szerb               | 308           | 50            |
| Bosnyák             | 0             | 0             |
| Horvát              | 0             | 0             |
| Jugoszláv           | 0             | 0             |
| Egyéb               | 5             | 0             |
| Összesen            | 313           | 50            |

## Története
A település Tuk Bobija néven 1878-ig volt az Oszmán Birodalom része, majd 1878-tól az Osztrák-Magyar Monarchia része lett. Az első osztrák-magyar népesség összeírás során 1879-ben Lužci Tukbobiján 26 házat és 173 szerb lakost számláltak. 1895-ben 38 háza és 613 lakosa volt, mind szerbek. Ekkor a feljegyzés szerint muszlim mecset és mekteb is állt a településen. 1910-ben Tukbobija községnek, melyhez a korábbi Lušci községet is hozzácsatolták, 882 lakosa volt. A település első iskolája 1927-ben nyílt meg. 1941-ben azok közé a falvak közé tartozott, ahol csak szerbek éltek.
1943. februárjában a német 7. SS-hadosztály a Grmeč-hegységben folytatott partizánellenes hadjárata során, ahol a 369. „Vražjo” hadosztály és más német csapatok a hivatalos adatok szerint több mint 3200 embert öltek meg és 2000-et hurcoltak koncentrációs táborba. Ennek egyik legszörnyűbb eseménye mintegy 400 nőnek Tukbobija faluban történt lemészárlása volt. Ennek során a megszállók kifosztották és felgyújtották az összes környékbeli falut. A második világháború idején a falu 352 lakosából 47-en estek áldozatul  (közülük 17 nőt és 19 férfit harc közben öltek meg). A boszniai háború idején a Sana hadművelet során szerb lakossága a szerb csapatokkal együtt elmenekült a támadó bosnyák csapatok elől és közülük csak kevesen tértek vissza. 2013-ban a településnek már csak 50 állandó lakosa volt.

## Oktatás
A kormány 1911. szeptember 4-én hagyta jóvá az iskola építését, de az iskola csak 1927-ben nyílt meg. Az 1930-as ellenőrzés szerint az iskolának 76 tanulója volt. A második világháború alatt jelentős károkat szenvedett, amit 1945-ben helyreállítottak. 1960-ban 163, 1985-ben pedig már csak 36 tanulója volt.

## Nevezetességei
A falu határában, a Grmeč-hegység lábánál található az ország egyik természeti látványossága a Bobijaško oko (Bobijasi szem) nevű kasztvizű tó, mely a vízállástól függően egyszer forrásként, másszor pedig víznyelőként viselkedik. Nevét onnan kapta, hogy alakja szemre emlékeztet. Mérete az évszaktól és a csapadéktól függően változik. Erős csapadékos időszakokban a tó melegvizű forrás jellemzőivel rendelkezik, alacsony vízállás esetén pedig víznyelővé válik. Érdekessége, hogy a tóban egy endemikus emberhalfaj él, amelyet angol búvárok és barlangkutatók fedeztek fel néhány éve. A forrásból ered a Jezernica nevű időszakos vízfolyás, hegy a karsztmezőn kanyarogva ugyancsak egy víznyelőben tűnik el.
A tóhoz egy legenda is fűződik: A karsztvidék mélyén van egy hely, amelyet évszázadok óta tündérek és manók laktak. Játékaik, táncaik visszhangoztak az erdőn, miközben a fuvola hangjai elbűvölték a hallgatókat. Számos népi történet és legenda fűződik ehhez a helyhez, amelyek nemzedékről nemzedékre öröklődnek. Az egyik ilyen történet egy parasztról szól, aki egy karsztforrás közelében élt. Egy napon a báránya mély szakadékba zuhant, és bár a gazda mindent megpróbált, hogy megmentse, ez nem sikerült. A gazda néhány nap múlva egy közeli forrásnál találta meg kosát, ahova állítólag a víz sodorta. Sokan azt állították, hogy tündérek mentették meg, akiknek természetfeletti hatalmuk van a víz és a természet felett. Néhányan még éjszaka is be mertek menni az erdőbe, abban a reményben, hogy a karsztforrás közelében láthatják ezeket a varázslatos lényeket. Így folytatódott a legenda, nemzedékről nemzedékre öröklődött, miközben az emberek továbbra is a tündérekről és a manókról beszéltek, akik minden este felkeresik és körbejárják a karsztforrást.